# Hurrikan Emily (2005)
Der Hurrikan Emily tobte vom 10. Juli bis zum 21. Juli 2005 in der Karibik und im Golf von Mexiko. Er bewegte sich dabei über die mexikanische Halbinsel Yucatán und hat sich über Nordmexiko aufgelöst. Er verursachte dabei den Tod von vermutlich 10 Menschen.
Er war der stärkste vor August auftretende Hurrikan der Geschichte und löste in dieser Eigenschaft Hurrikan Dennis ab, der sich nur wenige Tage vorher ereignet hatte. Der Luftdruck im Zentrum von Emily betrug 929 Millibar, die Windgeschwindigkeit erreichte 260 km/h. Damit ist Emily in der Saffir-Simpson-Hurrikan-Windskala der Stufe 5 einzuordnen.

## Verlauf

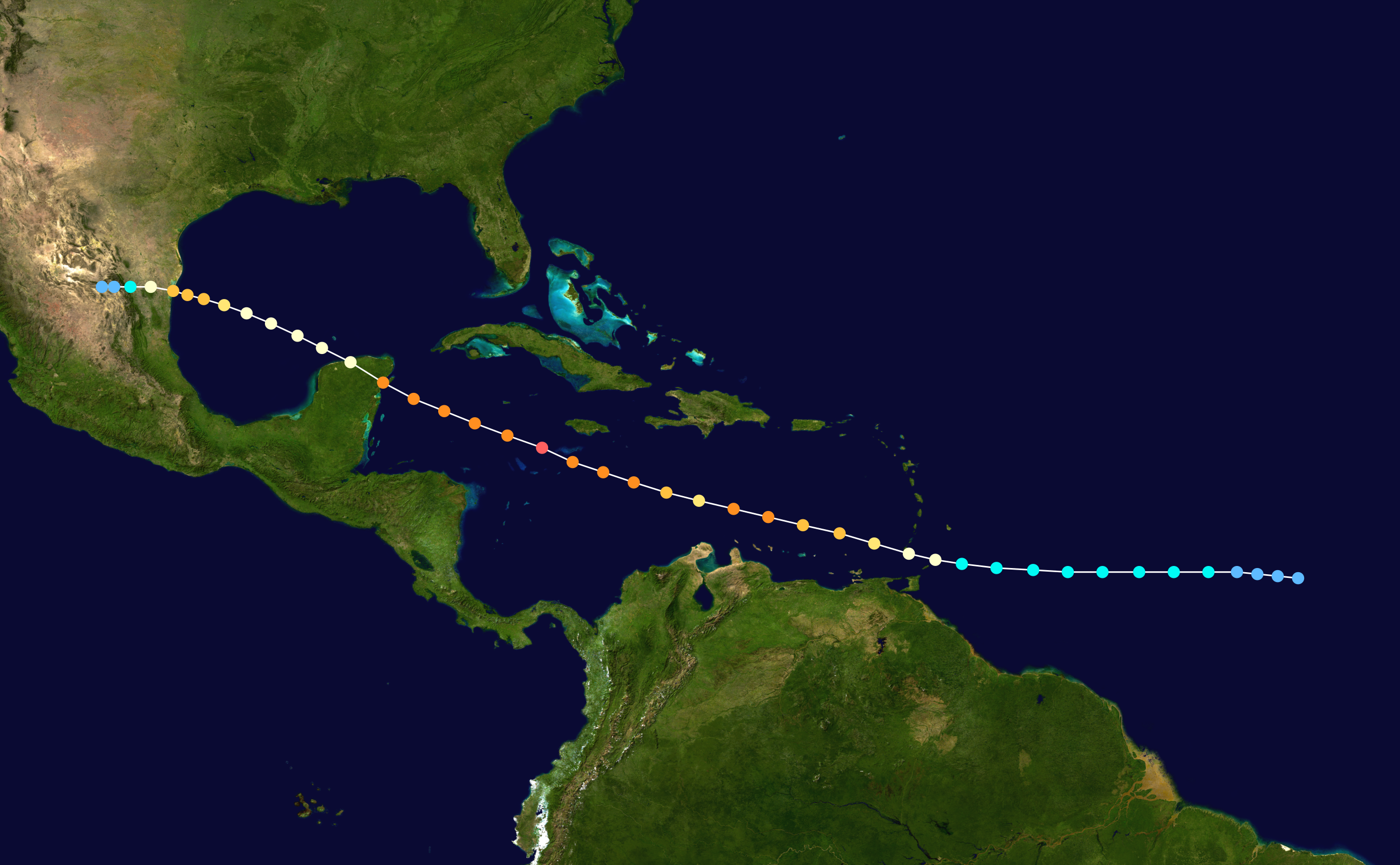
Zugbahn von Hurrikan Emily

Hurrikan Emily trifft Kleine Antillen

Emily bildete sich am 10. Juli 2005 als tropisches Tiefdruckgebiet über dem mittleren Atlantik aus. Erste Wettervorhersagen hatten einen Verlauf in Richtung der Großen Antillen vorausgesagt, stattdessen verlief die Bahn etwas weiter südlich über den Inseln über dem Winde, über die Emily als noch relativ gemäßigter tropischer Sturm hinwegging. Am Abend des 13. Juli erreichte Emily bei Tobago Hurrikan-Stärke und bewegte sich zunächst über Grenada hinweg. Am Morgen des 15. Juli war Stärke 5 erreicht, wobei die Intensität allerdings heftig schwankte. Am 16. Juli erreichten die Windgeschwindigkeiten des Hurrikans, der Jamaika und die Kaimaninseln südlich passierte, 260 km/h. In den frühen Morgenstunden des 18. Juli erreichte Emily mit 230 km/h das mexikanische Festland im Osten Yucatáns, wobei das Auge des Hurrikans über das Touristenzentrum von Cozumel zog. Die Landpassage schwächte die Windgeschwindigkeit auf 121 km/h ab, als Emily im weiteren Verlauf des Vormittags aber den Golf von Mexiko erreichte, nahm der Hurrikan wieder an Stärke zu. Die Vorhersagen erwarteten zunächst, dass der Hurrikan, wenn er die westliche Küste des Golfs erreichen würde, weiterhin extrem gefährlich sein würde; doch schwächte sich Emily, als sie sich der Küste näherte, etwas ab. Am Morgen des 20. Juli erreichte Emily die mexikanische Provinz Tamaulipas mit immerhin noch 205 km/h, verlor dann aber rapide an Wucht und schwächte sich über der Sierra Madre Oriental zu einem einfachen Sturm ab.

## Schäden

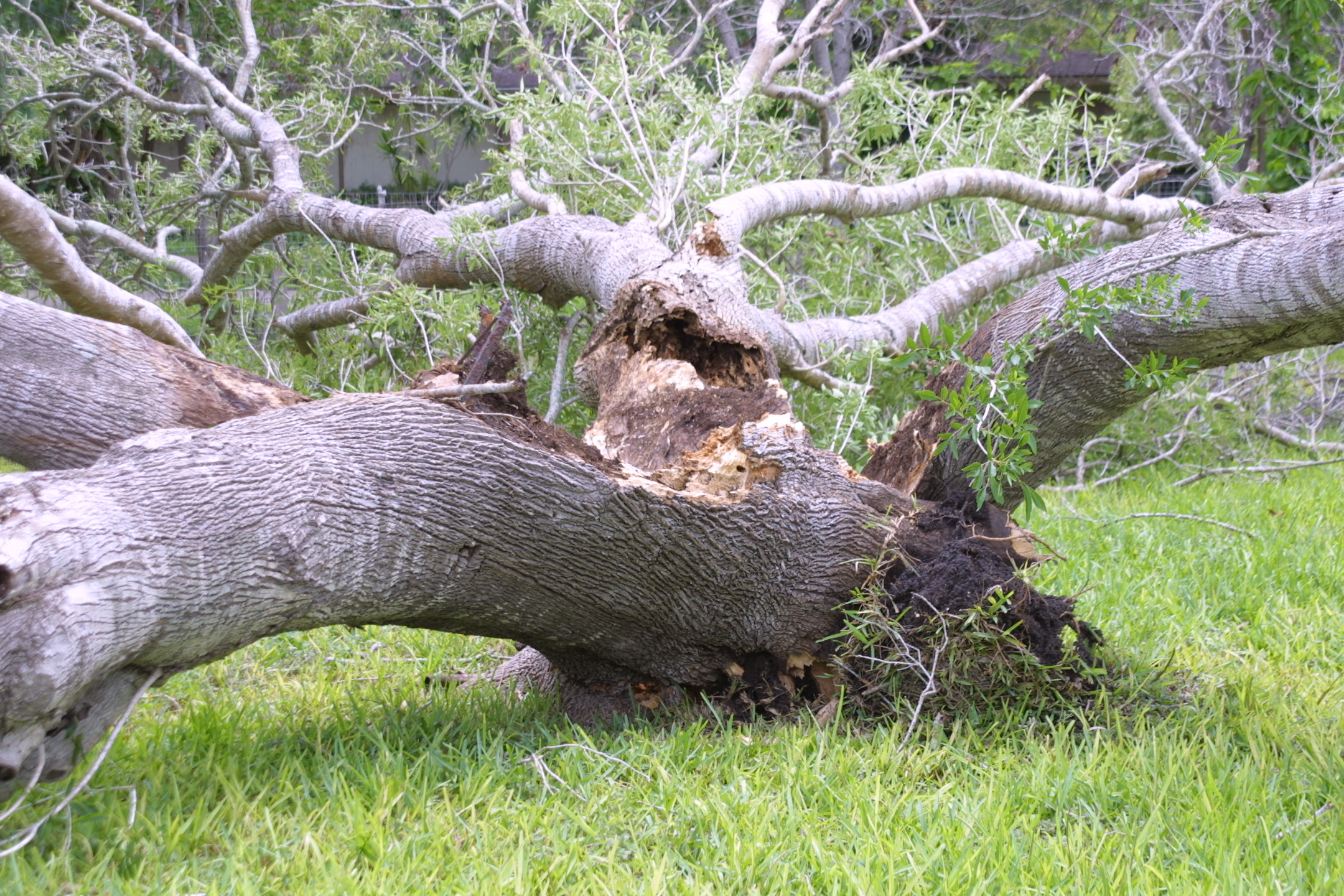
Umgestürzter Baum in Mexiko

In der östlichen Karibik kam es vor allem auf Grenada zu hohen Sachschäden im Wert von ca. $110 Mio. Auf Jamaika verursachten die heftigen Regenfälle Erdrutsche; auf der Insel kamen vier Menschen ums Leben. In Mexiko mussten viele Tausend Urlaubsgäste aus den Feriengebieten von Yucatán evakuiert werden. Auch mehrere Ölplattformen vor der Küste wurden geräumt, wobei bei einem Helikopterunfall zwei Piloten starben. Die Sachschäden in Yucatán betrugen schätzungsweise $25 Mio. Die Gesamtbilanz betrug 14 Todesopfer und Schäden in Höhe von über $135 Mio.